# Македонско научно дружество - Битоля
Македонското научно дружество - Битоля (на македонска литературна норма: Македонско научно друштво - Битола) е научна организация в град Битоля, Северна Македония.

## История
Дружеството е основано на 25 април 1960 година в Държавния архив - Битоля с решение на Секретариата за вътрешни работи на община Битоля под името Научно дружество - Битоля (Научно друштво - Битола). Основатели са 13 битолски интелектуалци: Милош Хр. Константинов, архивист, Душан Хр. Константинов, Коста Хр. Цингаровски, архивист, Тодорка Хр. Спанакова-Дога, помощник-архивист, Теко И. Таип, чиновник, Олга Кривашия, историчка, Велимир Й. Костовски, географ, Живко Паришко, инженер, Александър Г. Тодоровски, биолог, Йован Д. Кочанковски, историк, Томе Ивановски, юрист, Димитър Димитровски, македонист и Владимир Ивановски, учител. Пръв председател е професорът по македонски език Живко Василевски, а секретар е Душан Хр. Константинов. Дружеството решава да издава списанието „Прилози“, като в редакцията влизат д-р Милош Хр. Константинов,главен и отговорен редактор и членовете Коста Ан. Цингаровски, Димитар Димитровски - Такули и Тодорка Хр. (Спанакова) Дога.
В 1968 година е приет първият статут на Дружеството, според който то се преименува в Дружество за наука и изкуство - Битоля (Друштво за наука и уметност – Битола). Главният ръководен орган е Управителният съвет, а най-високо научно тяло - Научният съвет. В 1980 година е приет нов статут, с който Управителният съвет става Председателство, за да се върне отново на Управителен съвет в 1998 година.